# Abraxas lacteasparsa
Abraxas lacteasparsa là một loài bướm đêm trong họ Geometridae.